# Proceratophrys itamari
Proceratophrys itamari é uma espécie de anfíbio da família Odontophrynidae. Endêmica do Brasil, pode ser encontrada na Serra da Mantiqueira nos estados de São Paulo e Minas Gerais.

## Distribuição geográfica
Esta espécie possui como localidade tipo o Parque Estadual de Campos do Jordão, Município de Campos de Jordão, estado de São Paulo.
No estado de São Paulo também foi registrado nos municípios de Pindamonhangaba, São Bento do Sapucaí, São Francisco Xavier e Santo Antônio do Pinhal.
No estado de Minas Gerais é registrado apenas no Município de Passa Quatro.

## Etimologia
O nome específico é um patronímico em homenagem ao Professor Itamar Alves Martins (Universidade de Taubaté, Estado de São Paulo, Brasil).